# Brandemburgo no Havel
Brandemburgo no Havel (em alemão: Brandenburg an der Havel) é uma cidade do estado de Brandemburgo, na Alemanha.
Brandemburgo no Havel é uma cidade independente (Kreisfreie Städte) ou distrito urbano (Stadtkreis), ou seja, possui estatuto de distrito (kreis).